# Bernard Zasłona

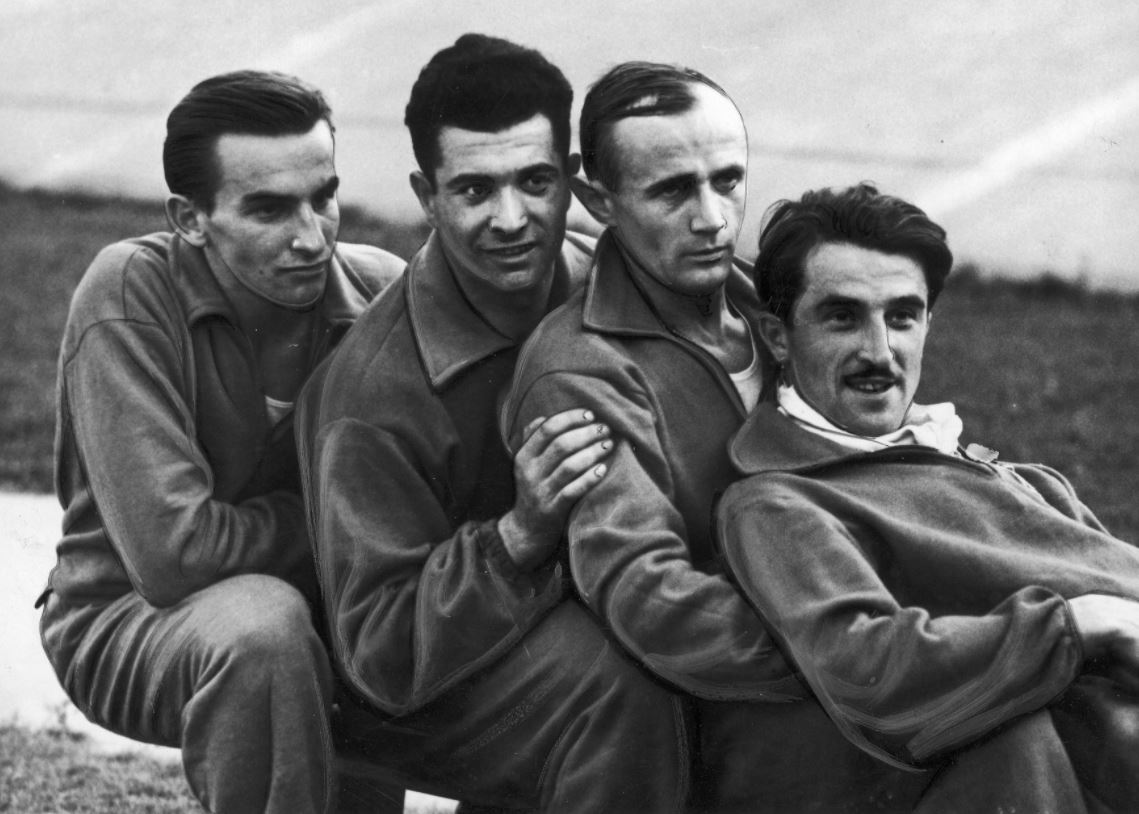
Polscy lekkoatleci w 1936 roku (od lewej): Edward Trojanowski, Bernard Zasłona, Tadeusz Śliwak i Kazimierz Kucharski

Bernard Zasłona (ur. 20 sierpnia 1909 w Brzuzie, zm. 7 sierpnia 2001 w Manchesterze) – polski lekkoatleta, sprinter.

## Życiorys
Zawodnik Jagiellonii Białystok i PKS Sparta Białystok. Uczestnik mistrzostw Europy w Paryżu (1938). 6-krotny mistrz Polski w biegach na 100 m i 200 m (1936–1938). 15-krotny rekordzista kraju na 100 m (do 10,6 s w 1938), 200 m (22,0 s w 1938) oraz w sztafetach. Sześć razy bronił barw narodowych w meczach międzypaństwowych.
W kampanii wrześniowej 1939 był łącznikiem 9 DP, następnie przez Litwę i ZSRR trafił do 5 Kresowej DP 2 Korpusu Polskiego. Brał udział w bitwie pod Monte Cassino, tam odznaczony został Krzyżem Srebrnym Orderu Virtuti Militari i awansowany do stopnia podporucznika. Po zakończeniu wojny zamieszkał w Manchesterze.

## Osiągnięcia
Rekordy życiowe: 100 m – 10,6 s (1938), 200 m – 22,0 s (1938), skok w dal – 6,64 m (1938).

## Ordery i odznaczenia
- Krzyż Srebrny Orderu Virtuti Militari nr 8791
- Medal Wojska[2]
- Krzyż Pamiątkowy Monte Cassino nr 17023[2]
- Gwiazda za Wojnę 1939−1945 (Wielka Brytania)[2]
- Gwiazda Italii (Wielka Brytania)[2]
- Medal Wojny 1939−1945 (Wielka Brytania)[2]
- Krzyż Wojskowy (Wielka Brytania)[2]